# Raoul Korner
Raoul Korner (2 april 1974) is een basketbalcoach uit Oostenrijk. Hij coacht sinds 1999 in de top van de sport. Zijn eerste 11 seizoenen in Oostenrijk, daarna kwam hij naar EiffelTowers Den Bosch. In 2012 pakte hij de Nederlandse titel met de Bosschenaren. In 2013 tekende hij een contract bij de Bundesliga-club Braunschweig.

## Erelijst
- Landskampioen (2012)
- NBB-Beker (2013)
- DBL Coach of the Year (2013)
- Landskampioen (2009)
- Oostenrijkse Beker (2002)
- 2x Coach van het Jaar (2001, 2002)